# 河合孝雄
河合 孝雄（かわい たかお、1938年4月30日 - 2019年10月14日）は、日本の写真家。女優撮影の第一人者である。

## 略歴
1938年4月30日、東京都大田区に生まれる。
日本大学芸術学部写真学科を卒業後、出版社写真部勤務を経て、フリーになる。日活、東映所属女優を多数撮り続け『平凡パンチ』など多数の男性週刊誌に掲載される。
学生時代は体育会山岳部に所属ネイチャーフォトグラファーを目指す。
卒業後は出版社に勤務、新興宗教教団をルポした「神様こんにちは」（サン出版）などを手がける。
二年後退社しフリーとなりロサンジェルスに３年遊学ＬＡの日本人街等を撮る。
その頃二世のアマチュア写真グループに誘われて始めてヌードを撮り面白さに目覚める。
帰国後平凡パンチ　週刊現代　小説宝石　週刊小説　ごるふダイジェスト漫画サンデー　ＡＬＢＡ
等でポートレート　ヌードを撮る、季刊「スキー」（実業之日本社）の表紙を１０年、「話のチャンネル
（日本文芸社）は１５年の長きにわたる。
写真集１５冊　著書１冊（立風書房）　又趣味を生かした山崎拓味との教著「スキンダイビング入門」
「テニス入門」がある。
晩年は湯河原に住み、所有する熱海のハウススタジオでガーデナーとしても出精し、スタジオＫ－２のお庭番と言わしめた。